# Aire coutumière Hoot ma Waap
Die Aire coutumière Hoot ma Waap ist eine Verwaltungseinheit einer besonderen Form (Aire coutumière) im französischen Überseedépartement Neukaledonien. Sie wurde am 19. März 1999 gegründet und umfasst acht Gemeinden auf der Nordwestseite der Insel Grande-Terre. In Hoot ma Waap sind 91 Kanaken-Stämme registriert.

## Gemeinden
| Gemeinde                     | Einwohner 1. Januar 2022 | Fläche km² | Dichte Einw./km² | Code INSEE | Postleitzahl |
| ---------------------------- | ------------------------ | ---------- | ---------------- | ---------- | ------------ |
| Belep                        | 867                      | 65,28      | 13               | 98801      | 98811        |
| Hienghène                    | 2.454                    | 958,12     | 3                | 98807      | 98815        |
| Kaala-Gomen                  | 1.803                    | 749,17     | 2                | 98810      | 98817        |
| Koumac                       | 3.981                    | 531,03     | 7                | 98812      | 97850        |
| Ouégoa                       | 2.118                    | 647,11     | 3                | 98819      | 97821        |
| Pouébo                       | 2.144                    | 205,34     | 10               | 98824      | 97824        |
| Poum                         | 1.435                    | 500,73     | 3                | 98826      | 97826        |
| Voh                          | 2.856                    | 903,82     | 3                | 98831      | 97833        |
| Aire coutumière Hoot ma Waap | 17.658                   | 4.560,60   | 4                | –          | –            |